# Most Likely You Go Your Way and I’ll Go Mine
Most Likely You Go Your Way and I'll Go Mine – piosenka skomponowana przez Boba Dylana, nagrana przez niego w marcu i wydana na albumie Blonde on Blonde w maju 1966 r. Ukazała się także na singlach; jako strona B w 1967 i jako strona A w 1974 r. Spotykany jest także zapis tytułu z nawiasem jako Most Likely You Go Your Way (and I'll Go Mine).

## Historia i charakter utworu
Piosenka „Most Likely You Go Your Way and I'll Go Mine” należy do kilku utworów z albumu Blonde on Blonde poświęconych końcowi romansu. Sam Dylan naprowadza na ten właśnie ślad w nocie umieszczonej w broszurce do albumu Biograph: „prawdopodobnie napisana po jakimś rozczarowującym związku, z którego, jak wiecie, zdołałem szczęśliwie uciec bez złamanego nosa”.
Chociaż kompozycja ta od strony muzycznej jest polką utrzymaną w marszowym tempie, to jej podstawą jest zdecydowany bluesowy riff. Tekst jest z kolei częściowo dialogiem rozstających się kochanków i zawiera jedne z najbardziej antymiłosnych sformułowań Dylana.
Nie jest to najczęściej wykonywany utwór Dylana, ale jego zaraźliwy rytm był zawsze bardzo dobrze przyjmowany na koncertach. W 1974 r. czasami zarówno otwierał występ Dylana jak i go zamykał.

## Wersja z 2007
Mark Ronson przerobił i zremiksował utwór na potrzeby wydanej w 2007 roku kompilacji Boba Dylana „Dylan”. Ostatecznie remix nie pojawił się na albumie, ale został wydany jako singiel w internecie. Powstał też teledysk do tej wersji.

## Sesje i koncerty Dylana, na których wykonywał ten utwór

### 1966
9 marca 1966 – sesja nagraniowa albumu w Columbia Music Row Studios w Nashville w stanie Tennessee

### 1974
Tournée po Ameryce z The Band (pocz. 3 stycznia 1974)
- 3 stycznia 1974 – koncert na „Chicago Stadium” w Chicago w stanie Illinois
- 6 stycznia 1974 – koncert późniejszy w „The Spectrum” w Filadelfii w stanie Pensylwania
- 7 stycznia 1974 – koncert w"The Spectrum” w Filadelfii w stanie Pensylwania
- 9 stycznia 1974 – koncert w „Maple Leaf Gardens” w Toronto w prow. Ontario w Kanadzie
- 10 stycznia 1974 – koncert w „Maple Leaf Gardens” w Toronto w prow. Ontario w Kanadzie
- 11 stycznia 1974 – koncert w „Forum de Montréal” w Montrealu w prow. Quebec w Kanadzie. Na początku i na końcu koncertu
- 12 stycznia 1974 – koncert w „Forum de Montréal” w Montrealu w prow. Quebec w Kanadzie. Na początku i na końcu koncertu
- 14 stycznia 1974 – koncerty w „Boston Gardens” w Bostonie w stanie Massachusetts w USA; koncerty wieczorny i nocny. W nocnym –  na początku i na końcu koncertu
- 15 stycznia 1974 – koncert w „Capital Centre” w Largo w stanie Maryland w USA. Na początku i na końcu koncertu
- 16 stycznia 1974 – koncert w „Capital Centre” w Largo w stanie Maryland w USA. Na początku i na końcu koncertu
- 17 stycznia 1974 – koncert w „Coliseum” w Charlotte w stanie Karolina Północna w USA. Na początku i na końcu koncertu
- 19 stycznia 1974 – koncerty w „Hollywood Sportatorium” w Hollywood w stanie Floryda; koncert wieczorny i nocny –  na początku i na końcu koncertów
- 21 stycznia 1974 – koncert w „The Omni” w Atlancie w stanie Georgia w USA. Na początku i na końcu koncertu
- 22 stycznia 1974 – koncert w „The Omni” w Atlancie w stanie Georgia w USA. Na początku i na końcu koncertu
- 23 stycznia 1974 – koncert w „Mid-South Coliseum” w Memphis w stanie Tennessee. Na początku i na końcu koncertu
- 25 stycznia 1974 – koncert w „Tarrant County Convention Center Arena”  w Fort Worth w stanie Teksas. Na początku i na końcu koncertu
- 26 stycznia 1974 – koncerty w „Hofheinz Pavilion” w Houston w Teksasie; koncert wieczorny i nocny – na początku i na końcu koncertów
- 28 stycznia 1974 – koncert w „Nassau County Coliseum”  w Uniondale w stanie Nowy Jork. Na początku i na końcu koncertu
- 29 stycznia 1974 – koncert w „Nassau County Coliseum”  w Uniondale w stanie Nowy Jork. Na początku i na końcu koncertu
- 30 stycznia 1974 – koncert w „Madison Square Garden” w Nowym Jorku. Pierwszy i przedostatni utwór koncertu
- 31 stycznia 1974 – koncerty w „Madison Square Garden” w Nowym Jorku. Koncerty wieczorny oraz nocny. W nocnym – jako pierwszy i przedostatni utwór
- 2 lutego 1974 – koncert w „Crisler Arena” na University of Michigan, Ann Arbor w stanie Michigan. Na początku i na końcu koncertu
- 3 lutego 1974 – koncert w „Assembly Hall” na University of Indiana, Bloomington w stanie Indiana. Na początku i na końcu koncertu
- 4 lutego 1974 – koncert w „Missouri Arena”  w St. Louis w stanie Missouri. Koncert wcześniejszy i późniejszy. Na późniejszym – na początku i na końcu koncertu
- 6 lutego 1974 – koncert w „Coliseum” w Denver w stanie Kolorado. Koncert wcześniejszy i późniejszy. Na obu – jako pierwszy i przedostatni utwór
- 9 lutego 1974 – koncerty w „Coliseum” w Seattle w stanie Waszyngton. Na obu koncertach jako utwór pierwszy i przedostatni
- 11 lutego 1974 – koncerty w „Alameda County Coliseum” w Oakland w Kalifornii. Koncerty wieczorny i nocny. Na obu – jako utwór pierwszy i przedostatni
- 13 lutego 1974 – koncert w „The Forum” w Inglewood w Kalifornii. Koncerty wcześniejszy i późniejszy. Na pierwszym – jako utwór pierwszy i przedostatni
- 14 lutego 1974 – koncert w „The Forum” w Inglewood w Kalifornii. Nagranie tego utworu z wcześniejszego koncertu zostało umieszczone na albumie Before the Flood.

### 1989
Począwszy od czerwca 1988 r. wszystkie trasy koncertowe Dylana są częścią „Nigdy niekończącego się tournée"
Część czwarta: Letnie europejskie tournée 1989 (pocz. 27 maja 1989)
- 10 czerwca 1989 – koncert w „Statenhal”, Haga, Holandia
- 11 czerwca 1989 – koncert w „Voorst Nationaal”, Bruksela, Belgia
- 13 czerwca 1989 – koncert w „Les Arenes”, Frejus, Francja
- 15 czerwca 1989 – koncert w „Palacio de los Deportes”, Madryt, Hiszpania
- 16 czerwca 1989 – koncert w „Palacio Municipal Deportes Montjuic”, Barcelona, Hiszpania
- 20 czerwca 1989 – koncert w „Palazzo della Civilta E Del Lavoro”, Rzym, Włochy
- 24 czerwca 1989 – koncert w „Acikhava Tiyatrosu”, Stambuł, Turcja
- 26 czerwca 1989 – koncert w „Patras Festival”, Ethniko Stadio, Patras, Grecja
- 27 czerwca 1989 – koncert w „Philopappos”, Ateny, Grecja

Część piąta: Letnie tournée po Ameryce Północnej (pocz. 1 lipca 1989)
- 5 lipca 1989 – koncert w „Howard C. Baldwin Memorial Pavilion”, Meadowbrook, Rochester Hills, Michigan
- 6 lipca 1989 – koncert w „Howard C. Baldwin Memorial Pavilion”, Meadowbrook, Rochester Hills, Michigan
- 8 lipca 1989 – koncert w „Deer Creek Music Center”, Noblesville, Indiana
- 9 lipca 1989 – koncert w „Blossom Music Center”, Cuyahoga Falls, Ohio
- 11 lipca 1989 – koncert w „Skyline Sports Complex”, City Island, Harrisburg, Pensylwania
- 12 lipca 1989 – koncert w „Allentown Fairground” w Allentown w stanie Pensylwania, USA
- 13 lipca 1989 – koncert w „Great Woods Performing Arts Center”, Mansfield, Massachusetts
- 17 lipca 1989 – koncert w „Waterloo Village” w Stanhope w stanie New Jersey, USA
- 19 lipca 1989 – koncert w „Marjorie Merriweather Post Pavilion” w Columbia w stanie Maryland w USA
- 20 lipca 1989 – koncert w „Bally’s Grand Hotel”, Atlantic City, New Jersey
- 25 lipca 1989 – koncert w „Fingerlakes Performinga Arts Center”, Canandaigua, Nowy Jork
- 30 lipca 1989 – koncert w „Ottawa Civic Centre Arena”, Ottawa, Ontario, Kanada
- 31 lipca 1989 – koncert w „L'Amphitheatre”, Joliette, Quebec, Kanada
- 3 sierpnia 1989 – koncert w „Harriet Island”, St.Paul, Minnesota, USA
- 5 sierpnia 1989 – koncert w „Welsh Auditorium”, Grand Rapids, Michigan, USA
- 6 sierpnia 1989 – koncert w „Cooper Stadium”, Columbus, Ohio, USA
- 8 sierpnia 1989 – koncert w „Savage Hall”, Toledo, Ohio, USA
- 9 sierpnia 1989 – koncert w „The Muny”, Forest Park, St. Louis, Missouri, USA
- 10 sierpnia 1989 – koncert w „Riverbend” w Cincinnati w stanie Ohio w USA
- 12 sierpnia 1989 – koncert w „Kings Dominion Amusement Park, Doswell, Wirginia, USA
- 13 sierpnia 1989 – koncert w „The Paladium”, Carowinds Amusement Park, Charlotte, Karolina Północna, USA
- 15 sierpnia 1989 – koncert w „Troy G. Chastain Memorial Park Amphitheatre”, Atlanta, Georgia, USA
- 18 sierpnia 1989 – koncert w „Freedom Hall”, Louisville, Kentucky, USA
- 19 sierpnia 1989 – koncert w „Illinois State Fair Grandstand”, Springfield, Illinois, USA
- 20 sierpnia 1989 – koncert w „Starwood Amphitheatre”, Nashville, Tennessee, USA
- 22 sierpnia 1989 – koncert w „Sandstone Amphitheatre”, Bonner Springs, Kansas, USA
- 23 sierpnia 1989 – koncert w „The Zoo Ampihitheatre”, Oklahoma City, Oklahoma, USA
- 29 sierpnia 1989 – koncert w „Pan American Center”, Las Cruces, Nowy Meksyk, USA
- 8 września 1989 – koncert w „Pacific Amphitheater”, Costa Mesa, Kalifornia, USA
- 10 września 1989 – koncert w „Greek Theatre”, Hollywood, Los Angeles, Kalifornia, USA

Część szósta: Jesienne tournée po USA (pocz. 10 października 1989)
- 10 października 1989 – koncert w „The Beacon Theatre”, Nowy Jork, Nowy Jork, USA
- 7 listopada 1989 – koncert w „Chrysler Hall”, Norfolk, Virginia, USA

### 1990
Część 7 „Nigdy nie kończącego się tournée”: Fastbreak Tour (pocz. 12 stycznia 1990
- 18 stycznia 1990 – koncert na „Estadio Cicero Pompeu de Toledo”, Morumbi Stadium, São Paulo, Brazylia
- 6 lutego 1990 – koncert w „Hammersmith Odeon” w Londynie, Anglia, Wielka Brytania

Część 8: Wiosenne tournée po Północnej Ameryce (pocz. 29 maja 1990)
- 30 maja 1990 – koncert w „Community Memorial Area” w Kingston Memorial Centre w Kingston, Ontario, Kanada
- 1 czerwca 1990 – koncert w „Ottawa National Arts Center Opera” w Ottawie, Ontario, Kanada
- 7 czerwca 1990 – koncert w „O’Keefe Centre for Performing Arts” w Toronto, prow. Ontario, Kanada
- 9 czerwca 1990 – koncert w „Alpine Valley Music Theatre” w East Troy w stanie Wisconsin, USA
- 12 czerwca 1990 – koncert w „Civic Center” w La Crosce w stanie Wisconsin, USA
- 17 czerwca 1990 – koncert w „Centennial Centre Concert Hall” w Winnipeg w prow. Manitoba, Kanada

Część 9:Europejskie tournée Letni Festiwal (pocz. 27 czerwca 1990)
- 3 lipca 1990 – koncert w „Stadtpark” w Hamburgu w Niemczech

Część 11: Jesienne tournée po USA (pocz. 11 października 1990)
- 16 października 1990 – koncert w „The Beacon Theatre” w Nowym Jorku, Nowy Jork, USA
- 27 października 1990 – koncert w „Memorial Hall” na Vanderbilt University w Nashville w stanie Tennessee, USA
- 30 października 1990 – koncert na „Appalachian State University” w Boone w stanie Karolina Północna, USA
- 8 listopada 1990 – koncert w „Carver Hockey Arena” w Iowa City w stanie Iowa, USA
- 17 listopada 1990 – koncert w „Music Hall” w Cleveland  w stanie Ohio, USA

### 1991
Część 12: Drugie Fastbreak Tour (pocz. 29 stycznia 1991)
- 28 stycznia 1991 – koncert na „Stadion Hallen” w Zurychu, Szwajcaria
- 30 stycznia 1991 – koncert na „Voorst Nationaal” w Brukseli, Belgia
- 31 stycznia 1991 – koncert w „Muziekcentrum” w Utrechcie, Holandia
- 2 lutego 1991 – koncert w „Hall 3” w Scottish Exibition and Conference Center w Glasgow, Szkocja, Wielka Brytania
- 5 lutego 1991 – koncert w „The Point Depot” w Dublinie, Irlandia
- 6 lutego 1991 – koncert w „Dundonald Ice Bowl” w Belfaście, Irlandia Północna
- 8 lutego 1991 – koncert w „Hammersmith Odeon” w Londynie w Anglii, Wielka Brytania
- 9 lutego 1991 – koncert w „Hammersmith Odeon” w Londynie, Anglia, Wielka Brytania
- 10 lutego 1991 – koncert w „Hammersmith Odeon” w Londynie, Anglia, Wielka Brytania
- 15 lutego 1991 – koncert w „Hammersmith Odeon” w Londynie, Anglia, Wielka Brytania
- 16 lutego 1991 – koncert w „Hammersmith Odeon” w Londynie, Anglia, Wielka Brytania
- 17 lutego 1991 – koncert w „Hammersmith Odeon” w Londynie, Anglia, Wielka Brytania
- 21 lutego 1991 – koncert w „Capitol Theater” w Williamsport, Pensylwania, USA
- 22 lutego 1991 – koncert w „Painter's Mill Music Theater” w Owings Mills, Maryland, USA
- 27 lutego 1991 – koncert w „Instituto Cultural Cabanas” w Guadalajarze, Meksyk
- 1 marca 1991 – koncert w „Palacio de los Deportes” w Meksyku, Meksyk
- 2 marca 1991 – koncert w „Palacio de los Deportes” w Meksyku, Meksyk

### 1992
Część 18: Australijskie tournée (pocz. 18 marca 1992)
- 21 marca 1992 – koncert w „Adelaide Entertainment Center” w Adelaidzie w Australii Południowej w Australii
- 23 marca 1992 – koncert w „State Theatre” w Sydney w Nowej Południowej Walii w Australii
- 25 marca 1992 – koncert w „State Theatre” w Sydney w Nowej Południowej Walii w Australii

### 1994
Część 32: Jesienne tournée po USA (pocz. 1 października 1994)
- 1 października 1994 – koncert w „Ben Light Gymnasium”, Ithaka College, Ithaka, Nowy Jork, USA
- 4 października 1994 – koncert w „The State Theater”, Portland, Maine, USA
- 8 października 1994 – koncert w „The Orpheum Theatre” w Bostonie w stanie Massachusetts
- 20 października 1994 – koncert w „Roseland Ballroom”, Nowy Jork, Nowy Jork, USA
- 25 października 1994 – koncert w „Kirby Center”, Wilkes-Barre, Pensylwania, USA

### 1995
Część 33: Europejskie wiosenne tournée (pocz. 11 marca 1995)
- 4 kwietnia 1995 – koncert w „Labatts Apollo”, Manchester, Anglia, Wielka Brytania
- 7 kwietnia 1995 – koncert w „Edinburgh Playhouse”, Edynburg, Szkocja, Wielka Brytania

Część 34: Wiosenne tournée po USA (pocz. 10 maja 1995)
- 12 maja 1995 – koncert w „The Joint”, Hard Rock Hotel, Las Vegas, Nevada, USA
- 22 maja 1995 – koncert w „The Warfield Theater” w San Francisco w Kalifornii, USA
- 21 czerwca 1995 – koncert w „Theater of Living Arts”, Filadelfia, Pensylwania, USA

Część 35: Letnie europejskie tournée (pocz. 29 czerwca 1995)
- 8 lipca 1995 – koncert w „Terminal 1”, Monachium, Niemcy
- 24 lipca 1995 – koncert w „El Pueblo Espanol”, Barcelona, Hiszpania

Część 36: Klasyczne jesienne tournée (pocz. 23 września 1995)
- 29 września 1995 – koncert w „Sunrise Music Center”, Sunrise, Floryda, USA
- 9 października 1995 – koncert w „The Johnny Mercer Theater”, Civic Center, Savannah, Georgia, USA
- 29 października 1995 – koncert w „Juanita K. Hammons Hall for the Performing Arts”, Springfield, Missouri, USA
- 3 listopada 1995 – koncert w „Majestic Theater”, San Antonio, Teksas, USA
- 9 listopada 1995 – koncert w „Symphony Hall”, Phoenix, Arizona, USA

Część 37: Tournée Raj utracony (pocz. 7 grudnia 1995)
- 8 grudnia 1995 – koncert w „Worcester Auditorium”, Worcester, Massachusetts, USA
- 11 grudnia 1995 – koncert w „The Beacon Theatre”, Nowy Jork, Nowy Jork, USA

### 1996
Część 38: Wiosenne tournée po USA i Kanadzie; (pocz. 13 kwietnia 1996)
- 16 kwietnia 1996 – koncert w „Palace Theater”, New Haven, Connecticut, USA
- 26 kwietnia 1996 – koncert w „Verdun Auditorium”, Montreal, Quebec, Kanada
- 18 maja 1996 – koncert w „Coca Cola Star Lake Amphitheater”, Burgettstown, Pensylwania, USA

Część 39: Letnie europejskie tournée (pocz. 15 czerwca 1996)
- 24 czerwca 1996 – koncert w „Hall Omnisports”, Differdange, Luksemburg
- 8 lipca 1996 – koncert w „Villa Manin”, Passariano, Włochy
- 18 lipca 1996 – koncert w „Spektrum”, Oslo, Norwegia

Część 40: Amerykańskie jesienne tournée (pocz. 17 października 1996)
- 23 października 1996 – koncert w „Kiva Auditorium”, Convcention Center. Albuquerque, Nowy Meksyk, USA
- 12 listopada 1996 – koncert w „Five Flags Center Arena”. Dubuque, Iowa, USA

### 1997
Część 41: Japońskie tournée (pocz. 9 lutego 1997)
- 22 lutego 1997 – koncert w „Kenmin Kaikan”, Akita Prefecture Cultural Hall. Akita, Japonia

Część 42: Wiosenne tournée po USA i Kanadzie (pocz. 31 marca 1997)
- 7 kwietnia 1997 – koncert w „Aitken Center”, University of New Brunswick. Fredericton, Nowy Brunszwik, Kanada
- 18 kwietnia 1997 – koncert w „Recreation & Convocation Center”, State University of New York at Albany. Albany, Nowy Jork, USA

### 1999
Część 56: Letnie tournée po USA z Paulem Simonem (pocz. 5 czerwca 1999)
- 14 czerwca 1999 – koncert w „Erb Memorial Union Ballroom”. University of Oregon. Eugene, Oregon, USA
- 11 lipca 1999 – koncert w „Bogart's” w Cincinnati w stanie Ohio, USA
- 26 lipca 1999 – koncert w „Tramps”. Nowy Jork, Nowy Jork, USA

Część 58: Jesienne tournée z Philem Leshem i Przyjaciółmi po USA (pocz. 26 października 1999)
- 10 listopada 1999 – koncert w „Veterans Memorial Coliseum”. New Haven, Connecticut, USA

## Dyskografia i wideografia
Single
- „Leopard-Skin Pill-Box Hat”/"Most Likely You Go Your Way and I'll Go Mine”. Wydany w marcu 1967 r. osiągnął 81 pozycję na liście przebojów magazynu Billboard (Columbia 4-44069). Wielka Brytania – wydany w maju (CBS 202700)
- „Most Likely You Go Your Way” (koncertowy)/"Stage Fright" (1974). Wydany w lipcu 1974 r. osiągnął 55 pozycję na liście przebojów magazynu Billboard. (Asylum 11043 i Asylum 1301). Utwór „Stage Fright" jest wykonywany przez The Band.

Dyski
- Before the Flood (1974) Album sygnowany przez „Bob Dylan and the Band"
- Biograph (1985)
- Dylan (2007)

## Wersje innych artystów
- Hard Meat – Hard Meat (1969)
- Rita Coolidge – Nice Feelin'  (1972)
- Todd Rundgren – Faithful (1976)
- Patti Labelle – Patti Labelle (1977)
- Jimmy Page – Session Man: Volume 1 (1989)
- The Yardbirds – BBC Sessions (1997)
- Vidalias na albumie różnych wykonawców A Tribute to Bob Dylan, Volume 3: The Times They Are a-Changin'  (2000)
- Michel Montecrossa – 4th Time Around (2001)
- Patti Labelle na albumie różnych wykonawców Doin' Dylan 2 (2002)
- Mark Ronson - remix, „Dylan” (2007)